# سوزانه ميلر
سوزانه ميلر (بالألمانية: Susanne Miller)‏ هي مؤلفة وكاتِبة ألمانية، ولدت في 14 مايو 1915 في صوفيا في بلغاريا، وتوفيت في 1 يوليو 2008 في بون في ألمانيا.